# Barra de Santana
Barra de Santana is een gemeente in de Braziliaanse deelstaat Paraíba. De gemeente telt 8.909 inwoners (schatting 2009).
Bij de plaats stroomt de rivier de Paraíba.

## Verkeer en vervoer
De plaats ligt aan de noord-zuidlopende weg BR-104 tussen Macau en Maceió. Daarnaast ligt ze aan de weg PB-132.